# Angola op de Olympische Jeugdzomerspelen 2010
Angola nam deel aan de Olympische Jeugdzomerspelen 2010 in Singapore, de eerste editie van de Olympische Jeugdspelen.

## Deelnemers en resultaten
(m) = mannen, (v) = vrouwen 

### Atletiek
| Olympiër    | Discipline | Resultaat | Prestatie                                           |
| ----------- | ---------- | --------- | --------------------------------------------------- |
| Nelson Reis | 1000 m (m) | 17e       | 1R serie 2: 2.37,09 (10e) B-finale: 2.33,74 pr (7e) |

### Basketbal
| Olympiër                                                               | Discipline | Resultaat | Prestatie |
| ---------------------------------------------------------------------- | ---------- | --------- | --- |
| Artemis Afonso Helena Francisco Ana Claudia Goncalves Elisabeth Mateus | meisjes    | 16e       | groep B 8-30 Verenigde Staten 11-35 Wit-Rusland 20-14 Singapore 17-27 Duitsland 9e-16e plaats KF: 14-28 Rusland HF 15-18 Tsjechië 15e/16e: 13-15 Ivoorkust |

### Handbal
| Olympiër | Discipline | Resultaat | Prestatie                                                                         |
| --- | ---------- | --------- | --------------------------------------------------------------------------------- |
| Jeovania Antonio Ana Patricia Barros Irina Cailo Suzeth Isabel Cazanga Catiana dos Santos Isabel Eduardo Ngalula Kanka Sara Cristina Luis Albertina Mambrio Luiza Matamba Iovania Valeria Quinzole Esmeralda Samuconga Valdemira van Dunem Jocelina Maleta Yanda | meisjes    | 5e        | groep A 27-30 Brazilië 22-41 Rusland 5e/6e plaats 37-12 Australië 39-12 Australië |

### Kanovaren
| Olympiër       | Discipline    | Resultaat | Prestatie |
| -------------- | ------------- | --------- | --- |
| Jose Chimbumba | C1 slalom (m) | 11e       | tijdkwalificatie: 2.22,54 (13e) 1R race 2: 2.19,77 (verloor van GER Dennis Soeter) 2R race 1: 2.19,23 (verloor van CRO Matija Burisa) 3R race 1: 2.21,23 (verloor van CHN Wang Xiaodong) |
| Jose Chimbumba | C1 sprint (m) | 10e       | tijdkwalificatie: 2.07.70 (12e) 1R race 4: 2.10,12 (won van POL Patryk Sokol; dsq) 3R race 2: 2.11,81 (verloor van CUB Osvaldo Sacerio Cardenas)                                         |

### Zwemmen
| Olympiër          | Discipline       | Resultaat | Prestatie                |
| ----------------- | ---------------- | --------- | ------------------------ |
| Mariana Henriques | 50 m school (v)  | 22e       | 1R serie 1: 37,65 (1e)   |
| Mariana Henriques | 100 m school (v) | 30e       | 1R serie 1: 1.26,96 (2e) |

Afghanistan · Albanië · Algerije · Amerikaanse Maagdeneilanden · Amerikaans-Samoa · Andorra · Angola · Antigua en Barbuda · Argentinië · Armenië · Aruba · Australië · Azerbeidzjan · Bahama's · Bahrein · Bangladesh · Barbados · België · Belize · Benin · Bermuda · Bhutan · Bolivia · Bosnië en Herzegovina · Botswana · Brazilië · Britse Maagdeneilanden · Brunei · Bulgarije · Burkina Faso · Burundi · Cambodja · Canada · Centraal-Afrikaanse Republiek · Chili · China · Chinees Taipei · Colombia · Comoren · Congo-Brazzaville · Congo-Kinshasa · Cookeilanden · Costa Rica · Cuba · Cyprus · Denemarken · Djibouti · Dominica · Dominicaanse Republiek · Duitsland · Ecuador · Egypte · El Salvador · Equatoriaal-Guinea · Eritrea · Estland · Ethiopië · Fiji · Filipijnen · Finland · Frankrijk · Gabon · Gambia · Georgië · Ghana · Grenada · Griekenland · Groot-Brittannië · Guam · Guatemala · Guinee · Guinee‑Bissau · Guyana · Haïti · Honduras · Hongarije · Hongkong · Ierland · IJsland · India · Indonesië · Irak · Iran · Israël · Italië · Ivoorkust · Jamaica · Japan · Jemen · Jordanië · Kaaimaneilanden · Kaapverdië · Kameroen · Kazachstan · Kenia · Kirgizië · Kiribati · Koeweit · Kroatië · Laos · Lesotho · Letland · Libanon · Liberia · Libië · Liechtenstein · Litouwen · Luxemburg · Macedonië · Madagaskar · Malawi · Malediven · Maleisië · Mali · Malta · Marshalleilanden · Marokko · Mauritanië · Mauritius · Mexico · Micronesië · Moldavië · Monaco · Mongolië · Montenegro · Mozambique · Myanmar · Namibië · Nauru · Nederland · Nederlandse Antillen · Nepal · Nicaragua · Nieuw-Zeeland · Niger · Nigeria · Noord-Korea · Noorwegen · Oeganda · Oekraïne · Oezbekistan · Oman · Oostenrijk · Oost‑Timor · Pakistan · Palau · Palestina · Panama · Papoea-Nieuw-Guinea · Paraguay · Peru · Polen · Portugal · Puerto Rico · Qatar · Roemenië · Rusland · Rwanda · Saint Kitts en Nevis · Saint Lucia · Saint Vincent en Grenadines · Salomonseilanden · Samoa · San Marino · Sao Tomé en Principe · Saoedi-Arabië · Senegal · Servië · Seychellen · Sierra Leone · Singapore · Slovenië · Slowakije · Soedan · Somalië · Spanje · Sri Lanka · Suriname · Swaziland · Syrië · Tadzjikistan · Tanzania · Thailand · Togo · Tonga · Trinidad en Tobago · Tsjaad · Tsjechië · Tunesië · Turkije · Turkmenistan · Tuvalu · Uruguay · Vanuatu · Venezuela · Verenigde Arabische Emiraten · Verenigde Staten · Vietnam · Wit-Rusland · Zambia · Zimbabwe · Zuid-Afrika · Zuid-Korea · Zweden · Zwitserland